# Catalina (Canada)
Catalina (IPA: /ˌkætəˈlaɪnə/) is een dorp in de Canadese provincie Newfoundland en Labrador. Het ligt aan de oostkust van het eiland Newfoundland en maakt deel uit van de gemeente Trinity Bay North.

## Toponymie
Toen Jacques Cartier het gebied aandeed in 1534, stond de plaats bij vissers al bekend als Havre Saint-Katherine ("Sint-Catharinahaven"). Naast Fransen kwamen er ook seizoensvissers uit Spanje naar Newfoundland en de Spaanstalige variant Cataluña werd de blijvende naam van de plaats. Deze werd later door de Engelsen, die zich permanent in het gebied vestigden, geleidelijk aan vervormd tot Catalina.

## Geschiedenis
In 1958 werd Catalina een gemeente met de status van town. In 2005 fusioneerde Catalina met de naburige dorpen Melrose en Port Union tot de gemeente Trinity Bay North.

## Geografie
Catalina bevindt zich in het oosten van het Newfoundlandse schiereiland Bonavista, nabij de noordrand van Trinity Bay. Catalina is bij verre de grootste kern van de gemeente Trinity Bay North.
De plaats ligt aan de splitsing van provinciale route 230, die de kust volgt, met provinciale route 236, die landinwaarts ingaat. De plaats grenst in het zuiden aan Port Union en in het noorden aan Little Catalina.

## Demografie
Demografisch gezien kende Catalina, net zoals de meeste afgelegen plaatsen op Newfoundland, een langdurige neergang. Tussen 1991 en 2011 daalde de bevolkingsomvang van 1.205 naar 810, wat neerkomt op een daling van 32,8% in twintig jaar tijd. Sindsdien kent het plaatsje echter opnieuw een beperkte bevolkingsgroei.
| Demografische ontwikkeling van Catalina tussen 1951 en 2021                |
| -------------------------------------------------------------------------- |
|                                                                            |
| Bron: Statistics Canada (1951–1986, 1991–1996, 2001–2006, 2011–2016, 2021) |